# Горношорський ВТТ
Горношорський ВТТ (рос. ГОРНОШОРСКИЙ ИТЛ, Горно-Шорский ИТЛ, Горношорлаг) — підрозділ, що діяв в структурі ГУЛАГ і Головного управління залізничного будівництва (рос. ГУЖДС) з 25.04.38 по 31.01.41.
Дислокація: ст. Ахпун Томської залізниці  Ахпун (Темиртау ).

## Історія
У 1938 на базі 9-го Ахпунського табірного відділення Сиблагу утворений Горношорський табір (Горшорлаг) для будівництва залізничної гілки на півдні Кузбасу (Мундибаш — Таштагол). Начальник — старший лейтенант ДБ Макаров І. Д.
Поставлена перед керівництвом табору завдання було виконано у досить короткий термін, і в січні 1941 табір був закритий. На 1 жовтня 1938 число ув'язнених у таборі становила 11 377 осіб, у тому числі 5024 (44,2%) засуджених за контрреволюційні злочини, ще 2145 (18,86%) — соціально-небезпечні та соціально-шкідливі елементи. До початку 1939 число ув'язнених збільшилася ще приблизно на 300 осіб, а надалі, до закриття табору, незмінно скорочувалася, склавши до моменту закриття всього 5716 чоловік, бо по мірі закінчення робіт ув'язнених переводили в інші табори. У зв'язку зі здачею залізниці в постійну експлуатацію
Управлінню Томської залізниці решта ув'язнених була передана в УВТТК УНКВС по Новосибірській області.